# Rhinolophus pearsonii
Rhinolophus pearsonii е вид прилеп от семейство Подковоносови (Rhinolophidae). Видът не е застрашен от изчезване.

## Разпространение и местообитание
Разпространен е в Бангладеш, Бутан, Виетнам, Индия, Китай, Лаос, Малайзия (Западна Малайзия), Мианмар, Непал и Тайланд.
Обитава гористи местности, хълмове и пещери.

## Описание
Теглото им е около 11,6 g.